# Lesezirkel Hottingen

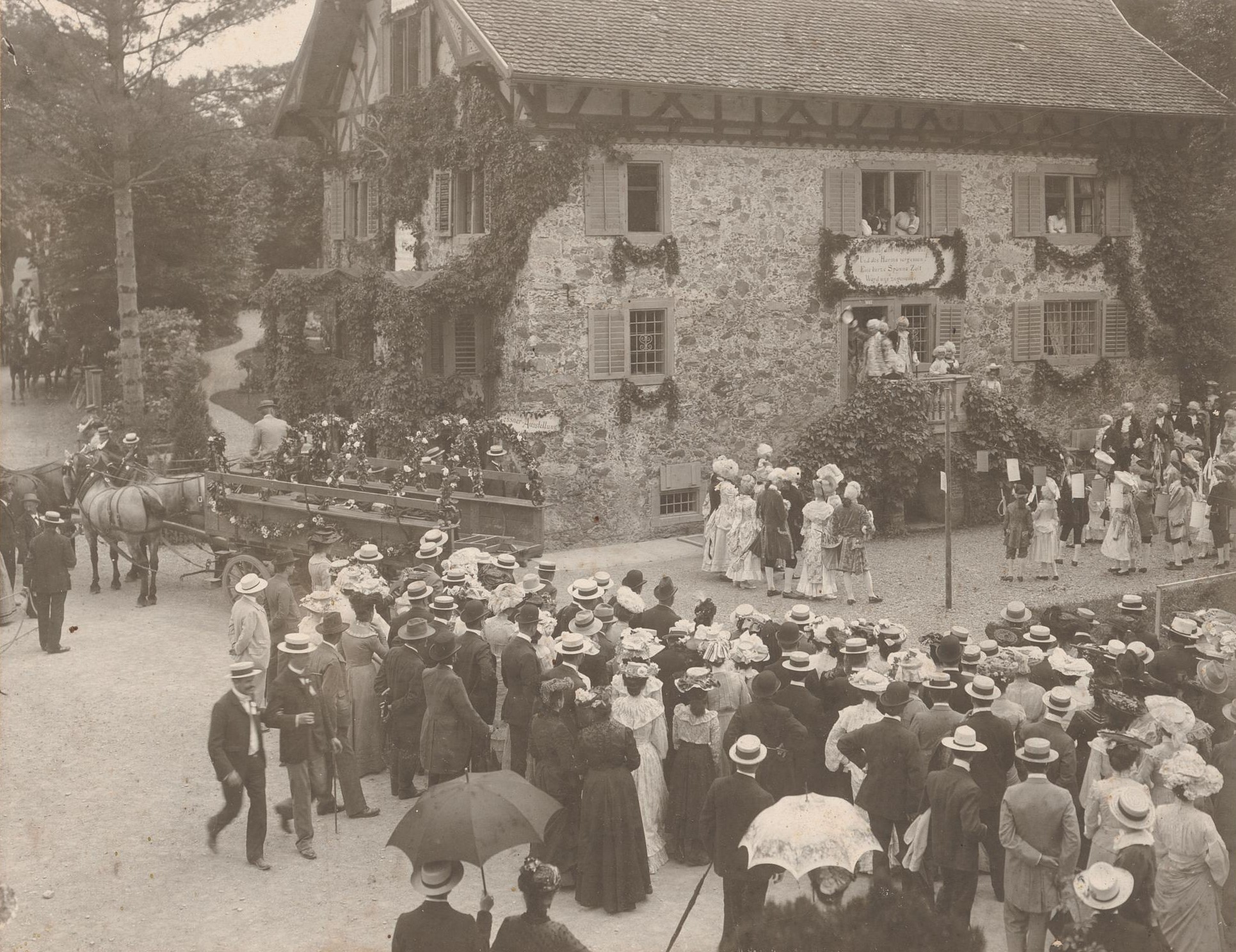
Gessner-Feier des Lesezirkels Hottingen beim Forsthaus Sihlwald (1903)

Der Lesezirkel Hottingen war ein Kulturverein (Lesezirkel) in Zürich-Hottingen. Er bestand von 1882 bis 1940.

## Geschichte
Am 4. November 1882 gründeten Wilfried Treichler (1854–1946) und Hans Bodmer (1863–1948), sowie etwa zehn weitere junge Leute im Wirtshaus zur Sonnegg in Hottingen bei Zürich den Lesezirkel Hottingen. Er wollte vielfältige Möglichkeiten der literarischen und kulturellen Bildung für seine Mitglieder und Gäste bieten. Dazu gehörten eine Bibliothek mit Lesemappen mit zahlreichen Zeitschriften, Bildungsabende, Lesungen und weitere Veranstaltungen. Mit seinen Aktivitäten sollten bewusst auch Frauen und Familien sowie Bewohner aus der Umgebung angesprochen werden.
1890 hatte der Verein bereits mehr als Tausend Mitglieder. Ab 1895 fanden die Veranstaltungen hauptsächlich in der neuen Tonhalle Zürich statt, einige in der Trichtenhauser Mühle in Zollikon. 1896 initiierte der Lesezirkel das erste Schweizerische Trachtenfest in Zürich. 1902 wurde der Literarische Club als eigene Sektion gegründet, der bis heute besteht. 1940 wurde der Lesezirkel aus finanziellen Gründen liquidiert.

## Angebote und Veranstaltungen

### Bibliothek
Der Lesezirkel besass eine umfangreiche Ausleihbibliothek. Es wurden Lesemappen mit aktuellen Zeitschriften zu literarischen und kulturellen Themen aus dem gesamten deutschsprachigen Raum ausgelegt. 1914 waren es 120 Zeitschriften.

### Veranstaltungen
Zum umfangreichen Programm gehörten öffentliche Vorträge, Lesungen, Dichterfeiern, Ausstellungen und mehr. Bei Lesungen waren bekannte Schriftsteller wie Gottfried Keller, Conrad Ferdinand Meyer, Carl Spitteler, Frank Wedekind, Hugo von Hofmannsthal, Rainer Maria Rilke, Stefan Zweig, Gerhart Hauptmann, Hermann Hesse, Thomas Mann und Heinrich Mann, sowie Publizisten wie Albert Schweitzer zu Gast. Dazu gab es Trachtenfeste, Kostümbälle, eine gemeinsame Orientreise und mehr.

## Publikationen und Archiv

### Zeitschrift
In der Zeitschrift Der Lesezirkel wurden seit 1913 Artikel über Literatur, Theater, Kunst usw. veröffentlicht, teilweise übernommen aus anderen Zeitschriften, manchmal zu jeweils einem bestimmten Thema. 1932 erschien der letzte Jahrgang.

### Einzelne Publikationen (Auswahl)
Der Lesezirkel veröffentlichte Bücher zu verschiedenen Themen in seinem Eigenverlag. (chronologische Aufzählung)
- Aus allen Gauen. Dichtungen in den Schweizerischen Mundarten. Müller, Zürich 1896.
- Von Hottingen bis Jeddo. Handbuch für die Teilnehmer an der Orientfahrt des Lesezirkels Hottingen. Nebst einer Routenkarte und allerlei nützlichen Winken und Ratschlägen. Verlag des Quadrifoliums, Zürich 1899.
- Das Fest des Fischerkönigs. Ein dramatisches Spiel zur Sommerfahrt des Lesezirkels Hottingen nach der Ufenau und Rapperswyl. Verlag des Lesezirkels Hottingen, Zürich 1901.
- Eduard Korrodi: Das poetische Zürich. Miniaturen aus dem 18. Jahrhundert. Lesezirkel Hottingen, Zürich 1913.
- Hugo Blümmer: Das grüne Ross oder Der schlaue Bauer. Ein Spass. Lesezirkel Hottingen, Zürich 1914.
- Schwyzerländli. Mundarten und Trachten in Lied und Bild. Lesezirkel Hottingen, Zürich 1915.
- Die Geschichte vom Soldaten. Gelesen, gespielt und getanzt. In 2 Teilen. Freie Nachdichtung von Hans Reinhart. Musik von Igor Strawinsky. Lesezirkel Hottingen, Zürich 1924.
- Carl Friedrich Wiegand: Die Hochzeit des Theseus. Eine Shakespeare-Phantasie. Frühlingsfest des Lesezirkels Hottingen, Samstag, den 15. März 1924 im Hotel Baur au Lac, Zürich. Lesezirkel Hottingen, Zürich 1924.

### Archiv
1918 gründete der Lesezirkel ein Archiv zur schweizerischen Literatur im Gottfried-Keller-Haus, nach dem Vorbild des Deutschen Literatur-Archivs in Marbach. Dazu wurde eine Genossenschaft gegründet.
1940 wurde dieses nach der Auflösung des Vereins in das Staatsarchiv Zürich übergeben.